# 쿠사카리 마사오
쿠사카리 마사오(일본어: 草刈 正雄, 1952년 9월 5일~)는 일본의 배우이다.
1952년 9월 5일 후쿠오카현 기타큐슈시에서 태어났다. 신장은 185cm. 2016년 NHK에서 방영된 NHK 대하드라마 《사나다마루》(真田丸)에 출연 해 인기를 얻었다. 2019년 쿠사카리는 나츠소라에 출연하여 캐릭터 나츠의 삶에 큰 영향을 미치는 중요한 역할을 했다.

## 출연 작품

### 드라마
- NHK 대하드라마(NHK)
  - 1976년 《바람과 구름과 무지개와》
  - 1994년 《꽃의 난》
  - 1997년 《모리 모토나리》
  - 1997년 《아쓰히메》
  - 2011년 《고우~공주들의 전국~》
  - 2016년 《사나다마루》 - 사나다 마사유키 역
- 1985년 4월~1986년 3월 《사나다 태평기》(NHK, NHK새 대형 사극) - 사나다 노부시게 역
- 2009년~2011년 《언덕 위의 구름》
- 2017년 《닥터-X~외과의·다이몬 미치코~》 Season5
- 2019년 4월 1일~9월 28일 《나츠소라》(NHK)

### 영화
- 2024년 킹덤4: 대장군의 귀환 - 소왕 역